# 미치 케이퍼
미첼 데이비드 케이퍼(Mitchell David Kapor, i/ˈkeɪpɔːr/ 1950년 11월 1일 ~)는 개인용 컴퓨터 소프트웨어 산업 초기에 애플리케이션 개발자로 활동한 것으로 가장 잘 알려진 미국의 기업가로, 후에 로터스를 설립하여 로터스 1-2-3 스프레드시트를 개발하는 데 중요한 역할을 했다. 그는 1986년에 로터스를 떠났다. 1990년에 존 페리 발로와 존 길모어와 함께 전자 프런티어 재단을 공동 설립했으며, 1994년까지 회장직을 맡았다. 2003년에는 오픈 소스 웹 브라우저 파이어폭스를 만든 모질라 재단의 창립 회장이 되었다. 케이퍼는 개인용 컴퓨팅 산업에 투자했으며, 케이퍼 캐피탈과 케이퍼 센터를 통해 사회적 대의를 지지했다. 그는 아내인 프레다 케이퍼 클라인이 설립한 비영리 단체 SMASH의 이사회에서 활동하며, 소외된 학생들이 기술 및 과학 분야의 경력을 위한 개인 네트워크와 기술을 구축하면서 STEM 지식을 연마할 수 있도록 돕는다.

## 어린 시절과 교육
케이퍼는 유대인 가정에서 브루클린에서 태어나 롱아일랜드의 프리포트에서 자랐고, 1967년에 고등학교를 졸업했다. 그는 1971년 예일 칼리지에서 인문사회 학사 학위를 받았고, 융합 전공으로 심리학, 언어학, 컴퓨터 과학을 공부했으며, 당시 워싱턴 D.C.에 위성 캠퍼스를 두고 있던 보스턴 소재 비콘 칼리지에도 다녔다. 그는 MIT 슬론 경영대학원에서 석사 학위를 시작했지만 마치지 못했으며, 후에 MIT 미디어 랩과 캘리포니아 대학교 버클리 정보대학원의 교수진으로 재직했다.

## 경력

### 로터스
케이퍼는 사업 파트너인 조나단 삭스와 함께 1982년에 벤자민 M. 로젠의 지원을 받아 로터스를 설립했다. 로터스의 첫 제품은 애플 II용 프레젠테이션 소프트웨어인 로터스 이그제큐티브 브리핑 시스템이었다. 케이퍼는 비지칼크 스프레드시트의 배급사인 비지콥의 개발 책임자 자리에서 물러나 비지플롯과 비지트렌드에 대한 모든 권리를 비지콥에 매각한 후 로터스를 설립했다.
케이퍼가 비지콥을 떠난 직후, 그와 삭스는 통합 스프레드시트 및 그래픽 프로그램을 제작했다. IBM과 비지콥이 비지칼크가 PC와 동시에 출시될 것이라는 협력 계약을 맺었음에도 불구하고, 로터스는 확실히 우수한 제품을 가지고 있었다. 로터스는 1983년 1월 26일에 로터스 1-2-3을 출시했다. 그 이름은 제품이 사용될 수 있는 세 가지 방식, 즉 스프레드시트, 그래픽 패키지, 데이터베이스 관리자를 의미했다. 실제로는 후자의 두 기능은 덜 사용되었지만, 1-2-3은 당시 사용 가능한 가장 강력한 스프레드시트 프로그램이었다.
로터스는 거의 즉시 성공을 거두었으며, 첫 해 매출 5천3백만 달러를 기록하여 1983년 세계에서 세 번째로 큰 마이크로컴퓨터 소프트웨어 회사가 되었다. 이는 사업 계획 예측치인 1백만 달러와 비교된다. 제롬 원트가 말하길:
설립자이자 CEO인 미치 케이퍼의 로터스는 규칙이 거의 없고 내부 관료적 장벽이 더 적은 회사였다... 케이퍼는 자신이 더 이상 회사를 운영하는 데 적합하지 않다고 판단했고, [1986년에] 짐 맨지로 자신을 교체했다.

### 디지털 권리 운동
케이퍼는 1990년에 전자 프런티어 재단을 공동 설립하고 1994년까지 회장을 역임했다. EFF는 디지털 세상에서 시민 자유를 옹호하고 기술 사용이 증가함에 따라 권리와 자유가 강화되고 보호되도록 노력한다.
케이퍼는 2005년에 첫 위키마니아에 참석했다.

### 투자
케이퍼는 초기 인터넷 서비스 제공업체 중 가장 크고 최초인 UUNET의 설립 투자자였으며, 인터넷 최초의 스트리밍 미디어 회사인 RealNetworks와 최초의 성공적인 가상 세계인 세컨드 라이프의 개발사인 린든 랩의 설립 투자자였다. 그는 또한 Commercial Internet eXchange (CIX)의 창립 의장이었다.
2003년에는 오픈 소스 웹 브라우저 파이어폭스를 만든 모질라 재단의 창립 의장이 되었다.
그는 선라이트 재단 자문위원회에서 활동한다. 2009년 5월, 설립자 수잔 P. 크로포드가 오바마 행정부에 합류한 후 케이퍼는 "인터넷을 위한 지구의 날"인 원웹데이의 회장직을 맡았다. 1996년에 컴퓨터 역사 박물관은 그를 "IBM PC의 첫 주요 소프트웨어 응용 프로그램인 로터스 1-2-3의 개발"로 인해 박물관 펠로우로 선정했다. 그는 환경 건강에 대한 자선 활동을 지원하기 위해 미첼 케이퍼 재단을 설립했다.
활동적인 엔젤 투자자로서 케이퍼는 드롭캠, 트윌리오, 아사나, 클리니파이, 우버의 초기 투자 라운드에 참여했다.

### 케이퍼 센터와 케이퍼 캐피탈
케이퍼는 2000년에 기술 포용과 사회적 영향에 중점을 둔 기관으로 케이퍼 센터를 설립했다. 이 기관의 사명은 중요한 비영리 단체에 사회적 및 재정적 자본을 투자하는 것이다.
케이퍼 센터의 일부인 케이퍼 캐피탈은 벤처 캐피탈 부문이며, 2011년부터 운영되었다. 2018년 기준으로 주로 정보 기술 시드 단계 스타트업에 160개 이상의 투자를 했으며, 다양성에 특별히 중점을 둔다.
2016년부터 케이퍼 사회 영향 센터, 케이퍼 캐피탈, SMASH는 오클랜드, 캘리포니아주의 업타운 지역에 위치해 있다.

### 기술 분야의 다양성
2015년 8월, 미치와 프레다 케이퍼는 기술 생태계를 더욱 포용적으로 만들기 위한 노력을 가속화하기 위해 3년 동안 4천만 달러를 투자할 것이라고 발표했다.
케이퍼는 케이퍼 캐피탈과 케이퍼 센터에서의 역할 외에도 현재 교육 및 직장에서의 균등한 기회를 향상시키는 것을 사명으로 하는 SMASH의 이사회에서 활동하며, 지속 가능성을 주류 자본 시장에 내재화하는 비전을 가진 회사인 제너레이션 투자 관리의 자문위원회에서 활동한다.

## 개인 생활
그는 첫 번째 아내와의 사이에 딸과 아들이 있다.
케이퍼의 두 번째 아내는 프레다 케이퍼 클라인과 결혼했으며, 오클랜드와 힐즈버그, 캘리포니아주에 거주한다. 두 사람 모두 2004년부터 2006년까지 서머 사이언스 프로그램의 이사회에서 활동했다. 그는 1966년에 이 프로그램의 학생이었다.

## 수상 및 영예
- 1985 – 미국 성취 아카데미 골든 플레이트상[31]
- 2003 – 사회적 책임을 위한 컴퓨터 전문가 노버트 위너 상
- 2005 – EFF 파이오니어상
- 2010 – REDF 이노+프라이즈 상
- 2015 – 포드 레거시 상
- 2018 – 엘론 대학교 기업가 정신 리더십 메달

## 같이 보기
- 대규모 분산 협업
- 유대계 미국인 운동가 목록

## 추가 자료
- 로젠버그, 스콧. Dreaming in Code: Two Dozen Programmers, Three Years, 4,732 Bugs, and One Quest for Transcendent Software (2007). 랜덤하우스. ISBN 978-1-4000-8246-9. 미치 케이퍼, 협업, 대규모 소프트웨어 노력, 특히 오픈 소스 캘린더 애플리케이션 챈들러에 대한 내용.

### 기사
- "사이버 공간의 시민 자유"—사이언티픽 아메리칸 통신, 컴퓨터, 네트워크 특집호, 1991년 9월
- EFF 아카이브 기사